# Osías Wilenski
 Osías Wilenski (Buenos Aires; 2 de diciembre de 1933-Barcelona; 8 de enero de 2021) fue un pianista, compositor  y director de cine argentino de prolongada trayectoria. Falleció el 8 de enero de 2021 en Barcelona, ciudad donde residía. Tenía ochenta y siete años.

## Carrera profesional
Después de estudiar desde temprana edad piano con Vicente Scaramuzza y armonía y composición con Erwin Leuchter, en 1949 accedió a una beca para el Juilliard School of Music en Nueva York, donde estudió composición con compositores como William Schuman y William Bergsma; también recibió clases privadas del gran pianista ruso Simon Barere, y a partir de entonces desarrolló una importante carrera como solista de piano, dando conciertos en Estados Unidos y Argentina. En la década de 1950, dejó transitoriamente la música e incursionó en el cine, primero con varios cortometrajes y después, en 1962, dirigió El perseguidor, su primer largometraje. También fue director de televisión durante más de doce años. De esa labor se recuerda su paso por El amor tiene cara de mujer (1964) y que dirigió el 3 de octubre de 1960 la primera emisión del programa Buenas tardes, mucho gusto

## El perseguidor
Dirigió el filme El perseguidor sobre el guion de Ulyses Petit de Murat según el cuento homónimo de Julio Cortázar –inspirado en la vida de Charlie Parker- se estrenó el 10 de marzo de 1965 y tuvo como principales actores a Inda Ledesma, Sergio Renán, María Rosa Gallo y  Zelmar Gueñol.
La película fue secuestrada por un juez de menores al día siguiente del estreno, debido a una denuncia realizada por los padres de la actriz Zulma Faiad, quien en una escena había hecho un estriptis cuando todavía era menor de edad. Fue repuesta varios meses más tarde y Wilenski recibió una pena de seis meses de prisión en suspenso.
Trata sobre un saxofonista que padece delirios de persecución mientras las drogas y el alcohol lo van destruyendo.
Rafael Granados escribió sobre la película en La Cooperación:

«El guion y el director buscan al hombre en crisis, no interesándose en acumular demasiadas incidencias; por eso el film cae en algunas reiteraciones que de todos modos afirman su clima obsesivo.» 

La revista Primera Plana dijo del filme:

«alza su nivel… cuando se lanza a la pura invención imaginativa.» 

Por su parte, Manrupe y Portela escriben de la película:

«Muestra una narración fragmentaria y aspectos formales destacables, con encuadres que buscan destacar lo psicológico. Pese a sus diálogos pretenciosos, un ejemplo interesante de aquel nuevo cine.» 

## Dale nomás
Esta película la dirigió Wilenski sobre su propio guion basado en los cuentos En la recova, de Héctor Lastra, El olvido, de Mario Benedetti, Un hilo de oro, de Rodolfo Walsh y Falta una hora para la sesión, de Pedro Orgambide. Fue estrenada el 20 de junio de 1974 y tuvo como actores principales a Hugo Arana, Mario Luciani, Ana Marzoa e Hilda Blanco. La trama se refiere a un grupo de jóvenes y sus fantasías sexuales.
Algunos de los comentarios críticos sobre el filme son los siguientes:
Agustín Mahieu en La Opinión, escribió:

«Humor negro e improvisación en curiosa película argentina….Especie de fresco erótico, fantástico, absurdo y radiográfico de una generación porteña en sus obsesiones, sus costumbres, sus frustraciones sentimentales, edípicas y sociales.»

La Razón opinó:

«Wilensky muestra una nada desdeñable sensibilidad para que su fotografía se torne descriptiva e indagatoria, pero aún no muestra la solvencia de un narrador que puede integrar las distintas piezas de su relato, lo que sucede entonces se da en un tono algo telúrico, pero que no avanza en profundidad.» 

Manrupe y Portela escriben:

«Con sus actuaciones improvisadas, esta observación acerca de los “sexópatas bonaerenses” es interesante para ver en acción a parte de la burguesía intelectual de los ’70.”»

## Retorno a la música
En 1975 retornó a la actividad vinculada con la música, haciéndolo no ya como solista sino como repetidor de ópera, primero en el Teatro Colón de Buenos Aires y, desde 1989, en el Gran Teatro del Liceo de Barcelona, donde fijó su residencia. También volvió a la composición, ya sea revisando obras anteriores o creando algunas nuevas.
A partir de 1990 se asoció a la Asociación Catalana de Compositores y sus obras – ya difundidas en Sudamérica - comenzaron a aparecer en programas europeos. 

## Obras musicales
- Poesías de Nora Lange (1976). Tres canciones para mezzo-soprano y piano.
- Homenaje a B.B. (1976). Breve pieza para clarinete o clarinete bajo.
- Improviso 1 para piano solo (1977).
- Tres movimientos para flauta y piano (1977).
- Improvisos para orquesta de cámara (1978).
- Primer Cuarteto de cuerdas (1979).
- Romances para clarinete y piano (1979).
- Nocturno para orquesta de cuerdas (1980).
- Improviso 2 para piano (1981).
- La Leyenda del Kakuy (1983).
- Sonata para piano No.1 (1983).
- Vaudeville" para oboe, corno inglés y fagot (1983).
- In memorian (1983).
- Marcha (1983).
- Memorial ochenta y uno (1983).
- Mene Tekel Pheres (1983).
- Concierto para piano (1983).
- Romance (1983).
- Salmo setenta y siete (1983).
- La almohada del deseo (1984).
- Rapsodia (1984).
- 33 variaciones sobre un tema de Beethoven  (1984).
- Pasatiempos para tres trombones (1985). Obra humorística.
- Romancero del Desierto (1986). Cinco canciones sobre poemas de Miguel de Unamuno.
- La Venganza de Carmen (1986). Esta pequeña ópera de 35 minutos de duración que fue estrenada en Argentina es una sátira y un homenaje a Bizet utilizando su música como base.
- Sonata para violín solo (1987).
- Del Salmo 77 (1987).
- Sonata para piano No.2 (1987).
- Poemas de “Invocation to Misery” de Shelley (1987). Miniaturas  que intentan representar los extraños y macabros poemas de Shelley.
- Scherzo (1988).
- Pequeña Música  (1988).
- “Trìptico” para piano solo	  (1989). Una bra muy dramática y de difícil ejecución, con duración cercana a los 20 minutos.
- Movimiento y variación para flauta sola (1989).
- Introducción y Sardana para quinteto de vientos (2002).
- La Almohada Mágica (1988). Ópera en un acto y dos cuadros. Una primera versión muy reducida fue estrenada en la Argentina.
- Serenata per corde (2002).
- Carvajal (2002). Opera en dos actos con libreto de Jacobo Kaufmann.
- Segundo cuarteto de cuerdas (2007).
- Nocturno (2007).
- Lysistrata (2008/9). Ópera cómica en 3 actos sobre la obra de Aristofanes
- Cantinela (2008).
- Solo (2010).
- Sonata para piano nº3 (2010).
- Libera Me (2010).
- Tercer cuarteto de cuerdas "Barcelona" (2011).
- Cuarteto de cuerdas Nº 4 (2011).
- Cantata sobre un soneto de Luis de Góngora "de la brevedad engañosa de la vida" para soprano, barítono, coro y piano (2011).
- Soneto de Pablo Neruda (2011).
- Finale (2011).
- Cuarteto para instrumentos de viento (2012).
- Concertino para oboe y orquesta de cuerdas (2012).

## Filmografía
Director
- Un pequeño mundo cortometraje (1955)
- Un recuerdo de amor cortometraje (1956)
- Romance sonámbulo cortometraje (1956)
- Comentario cortometraje (1956)
- Vals de Arensky  cortometraje (1957)
- Episodio  cortometraje (1958)
- Moto Perpetuo cortometraje (1959)
- Un día cortometraje (1961)
- Ramón Gómez de la Serna cortometraje (1964)
- El mundo mágico de Ramón cortometraje documental (1965)
- Dale nomás (1974)
- Pate Katelin en Buenos Aires Inédita (1969)
- El perseguidor (1962)

Intérprete
- Dale nomás (1974)

Guionista
- Un pequeño mundo cortometraje (1955)
- Un recuerdo de amor cortometraje (1956)
- Romance sonámbulo cortometraje (1956)
- Comentario cortometraje (1956)
- Vals de Arensky  cortometraje (1957)
- Episodio  cortometraje (1958)
- Moto Perpetuo cortometraje (1959)
- Un día cortometraje (1961)
- Ramón Gómez de la Serna (1964)
- El mundo mágico de Ramón (1965)
- Dale nomás (1974)

Música
- El negoción (1958)

Montaje
- Dale nomás (1974)

## Televisión
Director
- Buenas tardes, mucho gusto (1960) Canal 13, Canal 9
- Ficciones dentro del programa Buenas tardes, mucho gusto, producidas por Canal 13 y Teleprogramas Argentinos.
- La novela romántica. (1968) Canal 13.
- "Espectacular canal 13": SOBRE EL CALVARIO, Viernes 12 de abril de 1968, 21.30; (Canal 13). Libro: Elvio Botana. Escenografìa: Antón, iluminación: Néstor Montalenti, Puesta en escena: Pedro escudero.
- Pasión sin fronteras. Teleteatro de canal 13. Lunes a viernes de 17.00 a 17.30. Producción: Jacinto Pérez Heredia - escenografía Horacio de Lázzari.(1969).
- La bótica del ángel. Con: Eduardo bergara Leumann. (Canal 13) - (1969).
- La sociedad Juzga. Canal 13. Lunes a viernes de 15.00 a 15.30  - (1969).
- El amor tiene cara de mujer (1969-1970) serie. (En la última etapa del programa)

## Premios y distinciones
Festival Internacional de Cine de San Sebastián
| Año  | Categoría                                                          | Película                | Resultado |
| ---- | ------------------------------------------------------------------ | ----------------------- | --------- |
| 1964 | Premio Perla del Cantábrico al Mejor Cortometraje de Habla Hispana | Ramón Gómez de la Serna | Ganador   |

Medallas del Círculo de Escritores Cinematográficos
| Año  | Categoría          | Película                 | Resultado |
| ---- | ------------------ | ------------------------ | --------- |
| 1964 | Mejor cortometraje | El mundo mágico de Ramón | Ganador   |

- El cortometraje Moto Perpetuo recibió el Premio Especial del Jurado en el II Festival Internacional de Cine de Mar del Plata de 1960.

- En 1978  recibió el Premio Ensemblia del Teatro Colón por su obra Improvisos para orquesta de cámara.

- En 1983 su obra La Leyenda del Kakuy inspirada por una antigua leyenda del folklore argentino,  para un conjunto de 7 instrumentos (flauta, clarinete, bajo, trombón, piano, viola y violonchelo) obtuvo  el primer premio del concurso de composición de la Asociación Wagneriana.